# Lucas Ocampos
Lucas Ariel Ocampos (1994. július 11. –) argentin válogatott labdarúgó, a mexikói Monterrey játékosa.

## Pályafutása

### Korai évek
Ocampos szülővárosának csapatában, a Quilmes AC akadémiáján kezdett el futballozni hatévesen, ekkor még csatár poszton játszva. Egy barátságos mérkőzésen két gólt rúgott a River Platnek, aminek következtében a fővárosi csapat szerződést kínált neki. Játékjogának 50%-a a Quilmes tulajdonában maradt, ő pedig kezdetekben az U15-ös korosztályos csapatban lépett pályára.

### River Plate
A River felnőtt csapatában 2011-ben jutott először szóhoz, a szezon végén azonban a nagy múltú klub története során először kiesett a másodosztályba. Matías Almeyda menedzser 17 évesen rakta be először a nagyok közé, első mérkőzése a Chacarita Juniors elleni találkozó volt, a következő fordulóban pedig első gólját is megszerezte az Independiente Rivadavia elleni 3-1-es győzelem alkalmával. Almeyda jól ismerte Ocampost, korábban pályafutása végén csapattársak voltak a Quilmesben, így megadta a fiatal játékosnak a lehetőséget, aki hamar a kezdőcsapat stabil tagjának számított. A  2011-12-es szezonban 38 bajnokin 7 gólt szerzett, csapata pedig bajnokként jutott vissza az első osztályba. A Premier Divisionban a következő szezon első fordulójában, a CA Belgrano ellen lépett pályára először és ez volt az utolsó fellépése a River mezében, 2012. augusztus 6-án bejelentették, hogy a francia AS Monacohoz igazol.

### AS Monaco
2012. augusztus 6-án az akkor másodosztályú AS Monaco 11 millió euróért szerződtette. Ezzel az üzlettel Ocampos lett a legdrágább igazolás a Ligue 2-ben. Augusztus 31-én a Le havre elleni bajnokin mutatkozott be, csereként állt be a második félidőben. Második mérkőzésén betalált a Valenciennesnek a Ligakupában 4-2-re megnyert mérkőzésen.  Nagyszerű ollózós gólját később a Monaco szurkolói az év találatának választották. Első bajnoki gólját 2013. január 18-án szerezte az Istres ellen. Első idényében 29 mérkőzésen négy gólt szerzett, csapata pedig bajnok lett és visszajutott az élvonalba.
A klub orosz tulajdonosa, Dmitry Rybolovlev alaposan megerősítette a keretet, érkezett Radamel Falcao, James Rodríguez és João Moutinho, így Ocamposnak egyre kevesebb lehetőség jutott. Összesen 34 tétmérkőzésen lépett pályára az idényben és öt gólt szerzett.  Ocampost jelölték a Golden Boy-díjra, bár azt végül Raheem Sterling kapta meg.  A 2014-2015-ös szezon első felében mindössze hét mérkőzésen szerepelt, így 2015 januárjában az Olympique de Marseille-hez igazolt.

### Marseille
2015. február 3-án az Olympique de Marseille csapatához került kölcsönbe, ahol honfitársa, Marcelo Bielsa lett az edzője. Négy nappal később a Rennes elleni 1-1-es döntetlen alkalmával debütált új csapatában. A tavaszi szezonban 14 bajnokin kétszer volt eredményes, majd a Marseille 2015. június 30-án bejelentette, hogy végleg megvásárolta Ocampost, 7 millió eurót fizetve a Monacónak.  Augusztus 23-án, a Troyes ellen lőtte első gólját az új idényben, csapata 6-0-ra győzött. Romain Alessandrini keresztpasszából látványosan lőtt a hálóba, gólját jelölték az év találatának, igaz később Pierrick Capelle, az Angers játékosa nyerte a díjat. Ez volt az egyetlen találata, a Bielsát váltó Mícheltől pedi kevés lehetőséget kapott, így az egész bajnokságban 17 bajnokin lépett pályára. 

#### Kölcsönben a Genoánál
2016. június 29-én az olasz élvonalbeli Genoa CFC bejelentette, hogy egy évre kölcsönvette az argentin középpályást a Marseille-től. Augusztus 12-én a Lecce elleni Olasz Kupa mérkőzés második félidejében debütált, majd augusztus 21-én a Cagliari elleni 3-1-es győztes bajnokin bemutatkozott a Seria A-ban is. Szeptemberben ínszalag sérülés miatt egy hónapot ki kellett hagynia, majd visszatérése után, november 6-án gólt lőtt az Udinese Calciónak. Következő gólját egy hét múlva szerezte az SS Lazio elleni 3-1-es vereség alkalmával. Utolsó. harmadik gólját a Crotonénak lőtte 2017. január 22-én, majd a Marseille és a Genoa megegyezett, hogy az idény hátralevő részét Ocampos az AC Milan csapatánál tölti. Összesen tizenhat tétmérkőzésen három gólt szerzett a klub színeiben.

#### Kölcsönben az AC Milannál
2017. január 30-án a Milan is megerősítette, hogy fél évre kölcsönvette Ocampost, amellett, hogy a Genoa csapatának megmaradt az opciója, hogy a szezon végén végleg megvásárolhatja az argentin szélsőt.  A milánóiak elsősorban a kölcsönbe a Watfordhoz távozó M’Baye Niang pótlására szerződtették.

#### Visszatérés a Marseille-hez
A 2017-2018-as szezont megelőzően visszatért a Marseille-hez. A bajnokságban 2017. augusztus 12-én szerezte az első gólját, csapata a Nantes-t győzte le 1–0-ra. Október 1-jén a Nizza elleni 4–2-es siker alkalmával talált be ismét. A szezon első felében tartotta jó formáját, az ősszel 15 bajnokin hatszor volt eredményes. 2018 januárjában a Torino érdeklődött iránta, azonban maradt a francia bajnokságban és február 7-én a kupában megszerezte profi pályafutásának első mesterhármasát. A Marseille 9–0-ra győzött Bourg-en-Bresse-ben, ami az azt megelőző 70 év legnagyobb különbségű győzelme volt a csapat történetében. Rendszeresen pályára lépett az Európa-ligában is. A Marseille a döntőben az Atlético Madridtól kapott ki 3–0-ra. Ocampos a fináléban kezdőként 55 percet játszott. A következő idényt is a francia kikötővárosban töltötte, a 2018-2018-es szezonban 34 bajnokin négy gólt szerzett, a klubban összesen 135 tétmérkőzésen 28 alkalommal volt eredményes.

#### Sevilla
2019. július 3-án ötéves szerződést írt alá a spanyol Sevilla csapatához. 
2020. augusztus 11-én a 88. percben ő szerezte csapata továbbjutást jelentő gólját a Wolverhampton Wanderers elleni párharc során az Európa-liga negyeddöntőjében.  Tizennégy gólt szerzett első sevilllai szezonjában, a Sevilla pedig 4. helyen zárta a bajnokságot. A szezon végén Európa-liga-győztes lett. A 2020-as UEFA-szuperkupa-mérkőzésen gólt szerzett büntetőből a Bayern München ellen, de csapata 2–1-es vereséget szenvedett.
Miután visszatért az amszterdami kölcsönjátékból, 2023. május 31-én részese volt az AS Roma elleni újabb Európa-liga győzelemnek.

#### Kölcsönben az Ajaxnál
2022. augusztus 27-én kölcsönbe került az Ajax csapatához. Mindösszesen 114 percet játszott az amszterdami csapatban, 2023. január 17-én felbontották a kölcsönszerződését.

### Monterrey
2024. szeptember 3-ána mexikói Monterrey 7millió  euróért cserébe szerződtette a Sevillától.

## Statisztika

### Klub
2018. április 21-én frissítve
| Klub                  | Szezon           | Bajnokság     | Bajnokság | Kupa          | Kupa  | Ligakupa      | Ligakupa | Nemzetközi kupa | Nemzetközi kupa | Összesen      | Összesen |
| Klub                  | Szezon           | Pályára lépés | Gólok     | Pályára lépés | Gólok | Pályára lépés | Gólok    | Pályára lépés   | Gólok           | Pályára lépés | Gólok    |
| --------------------- | ---------------- | ------------- | --------- | ------------- | ----- | ------------- | -------- | --------------- | --------------- | ------------- | -------- |
| River Plate           | 2011–12          | 38            | 7         | 1             | 0     | –             | –        | 0               | 0               | 39            | 7        |
| River Plate           | 2012–13          | 1             | 0         | 0             | 0     | –             | –        | 0               | 0               | 1             | 0        |
| River Plate           | Összesen         | 39            | 7         | 1             | 0     | –             | –        | 0               | 0               | 40            | 7        |
| AS Monaco             | 2012–13          | 29            | 4         | 1             | 0     | 2             | 1        | –               | –               | 32            | 5        |
| AS Monaco             | 2013–14          | 34            | 5         | 4             | 2     | 1             | 0        | 0               | 0               | 39            | 7        |
| AS Monaco             | 2014–15          | 17            | 1         | 2             | 1     | 1             | 0        | 6               | 1               | 26            | 2        |
| AS Monaco             | Összesen         | 80            | 10        | 7             | 3     | 4             | 1        | 6               | 1               | 97            | 15       |
| Marseille             | 2014–15          | 14            | 2         | 2             | 1     | 1             | 0        | 0               | 0               | 17            | 3        |
| Marseille             | 2015–16          | 17            | 1         | 1             | 0     | 1             | 1        | 6               | 2               | 25            | 4        |
| Marseille             | 2017–18          | 27            | 9         | 4             | 3     | 1             | 0        | 14              | 4               | 46            | 16       |
| Összesen              | 58               | 12            | 7         | 4             | 3     | 1             | 20       | 6               | 88              | 23            |          |
| Genoa (kölcsönben)    | 2016–17          | 14            | 3         | 3             | 0     | –             | –        | –               | –               | 17            | 3        |
| Genoa (kölcsönben)    | Összesen         | 14            | 3         | 3             | 0     | –             | –        | –               | –               | 0             | 0        |
| AC Milan (kölcsönben) | 2016–17          | 12            | 0         | 0             | 0     | –             | –        | –               | –               | 12            | 0        |
| AC Milan (kölcsönben) | Összesen         | 12            | 0         | 0             | 0     | –             | –        | –               | –               | 0             | 0        |
| Karrier összesen      | Karrier összesen | 195           | 31        | 18            | 7     | 7             | 2        | 24              | 6               | 246           | 46       |

## Sikerei, díjai

### Klub
AS Monaco
- Ligue 2 (1): 2012–13

River Plate
- Primera B Nacional (1): 2011–12

Sevilla
- Európa-liga (2): 2019–20, 2022–23